# Historie
Historie (ヒストリエ?, Hisutorie) è un manga scritto e disegnato da Hitoshi Iwaaki. L'opera è serializzata dal 25 gennaio 2003 sulla rivista giapponese Afternoon ed è raccolta dalla casa editrice Kōdansha in volumi tankōbon. La pubblicazione dell'edizione italiana è iniziata il 15 maggio 2014, a cura della casa editrice J-Pop che ha pubblicato i primi sette volumi. A partire dall'ottavo volume, la serie è edita da Goen.

## Trama
Historie narra la vita e le gesta di Eumene di Cardia, ammiraglio e capo della cancelleria di Alessandro Magno.

## Volumi
In Giappone, il manga è composto da capitoli usciti sulla rivista Afternoon e poi raccolti in volumi tankōbon a partire dal 22 ottobre 2004. L'edizione italiana è stata pubblicata inizialmente dalla casa editrice milanese Edizioni BD sotto l'etichetta J-Pop dal 15 maggio 2014 al 22 novembre 2011 mentre dall'ottavo volumetto, quindi dal 23 agosto 2013, la pubblicazione è proseguita a opera di RW Edizioni e l'etichetta Goen. La traduzione dei testi è stata curata da Melissa Pennacchiotti.
| Nº | Data di prima pubblicazione | Data di prima pubblicazione                                                 | Data di prima pubblicazione | Data di prima pubblicazione |
| Nº | Giapponese                  | Giapponese                                                                  | Italiano                    | Italiano                    |
| -- | --------------------------- | --------------------------------------------------------------------------- | --------------------------- | --------------------------- |
| 1  | 22 ottobre 2004             | ISBN 978-4-06-314358-4                                                      | 31 maggio 2014              | ISBN 978-88-6634-890-0      |
| 2  | 22 ottobre 2004             | ISBN 978-4-06-314359-1                                                      | 5 luglio 2014               | ISBN 978-88-6634-958-7      |
| 3  | 22 novembre 2005            | ISBN 978-4-06-314395-9                                                      | 30 settembre 2014           | ISBN 978-88-6883-029-8      |
| 4  | 23 luglio 2007              | ISBN 978-4-06-314460-4                                                      | 20 dicembre 2014            | ISBN 978-88-6883-094-6      |
| 5  | 23 febbraio 2009            | ISBN 978-4-06-314549-6                                                      | 28 marzo 2015               | ISBN 978-88-6883-202-5      |
| 6  | 21 maggio 2010              | ISBN 978-4-06-310662-6                                                      | 23 maggio 2015              | ISBN 978-88-6883-281-0      |
| 7  | 22 novembre 2011            | ISBN 978-4-06-310787-6 (ed. regolare) ISBN 978-4-06-358374-8 (ed. limitata) | 25 luglio 2015              | ISBN 978-88-6883-390-9      |
| 8  | 23 agosto 2013              | ISBN 978-4-06-387896-7                                                      | 28 aprile 2017              | ISBN 978-88-6712-632-3      |
| 9  | 22 maggio 2015              | ISBN 978-4-06-387913-1                                                      | 12 maggio 2017              | ISBN 978-88-6712-653-8      |
| 10 | 23 marzo 2017               | ISBN 978-4-06-388210-0                                                      | 7 settembre 2020            | ISBN 978-88-6712-790-0      |
| 11 | 23 luglio 2019              | ISBN 978-4-06-515648-3                                                      | 31 ottobre 2020             | ISBN 978-88-6712-991-1      |
| 12 | 21 giugno 2024              | ISBN 978-4-06-535755-2                                                      | —                           | —                           |

## Accoglienza
Historie ha vinto il Grand Prize al 14° Japan Media Arts Festival nella categoria Manga Division nel 2010 e il 16º Premio culturale Osamu Tezuka nel 2012.